# Kim Jong-hun
Kim Jong-Hun (em coreano: 김정훈, nascido em 01 de setembro de 1956) é um treinador de futebol da Coreia do Norte e atual treinador da Seleção Nacional de Futebol da República Democrática da Coreia do Norte, oficialmente reconhecida pela FIFA como DPR Korea (Democratic People's Republic of Korea). Em 2009 ele liderou a equipe coreana que se qualificou para a Copa de 2010; tal feito, qualificação para Copa do Mundo, não acontecia desde 1966.

## Copa do Mundo 2010

### Desempenho na Copa
A seleção norte-coreana foi a pior seleção do mundial de 2010, perdendo seus três jogos, e sendo a seleção com a pior defesa, perdendo de 2x1 para o Brasil, 7x0 para Portugal e 3x0 para a Costa do Marfim. Com isso, eles foram a seleção com o pior desempenho nesta edição de Copa do Mundo.

### Alegações de humilhação pública na volta para casa
De acordo com a Radio Free Asia, após o péssimo desempenho na Copa do Mundo de 2010, os jogadores e a comissão técnica norte-coreana foram "submetidos a seis horas de críticas e humilhações" e o treinador foi considerado o culpado pelo mal desempenho e com isso, como castigo, supostamente teve de realizar trabalhos braçais forçados como punição. Ele e sua delegação foram castigados por 'traírem' a confiança do atual líder Kim Jong Il.
Tais informações não foram confirmadas pela FIFA e Kim continuou normalmente sua carreira no futebol, tendo treinado, após seu afastamento da Seleção norte-coreana, o 4.25, time de Pyongyang. Kim desepenha, atualmente, a função de treinador do time Sobaeksu.